# Bryan Cortés
Bryan Alfonso Cortés Carvajal (Calama, II Región de Antofagasta, Chile, 19 de agosto de 1991) es un futbolista chileno. Juega de mediocampista en el Club CDU Buenos Muchachos, de la ciudad de Monte Patria, Chile. 
Es reconocido hincha de su club formador, Cobreloa, donde fue considerado una de las grandes promesas de la institución como los jugadores de la Selección de fútbol de Chile, Charles Aránguiz y Eduardo Vargas.

## Trayectoria
Formado en las divisiones de Cobreloa desde los 7 años, viajando durante este tiempo a Europa para enfrentar clubes como el Real Madrid, debutando finalmente en el Apertura 2009 con diecisiete años. Ese mismo año tras destacadas actuaciones la FEDEMU le ortorgaría la distintición del "El jugador destacado de Cobreloa", otorgado a los deportistas más destacados de la zona.
En el club calameño se convertiría en una de las figuras del primer equipo pese a su edad, obteniendo un subcampeonato en el Clausura 2011 y jugar la Copa Sudamericana al año siguiente, lo que llamaría la atención de Universidad de Chile para ser el reemplazo de su excompañero en el cuadro loíno, Charles Aránguiz, fichando finalmente en el club universitario.
Con la "U", tendría una irregular estadía al no lograr nunca la titularidad absoluta pero llegando a jugar algunos partidos en la Copa Sudamericana y ya con la llegada de Martín Lasarte al cuadro azul no vería minutos en el Apertura 2014, no pudiendo ser parte del campeonato obtenido por su club, por lo cual para el Apertura 2015 partiría a Santiago Wanderers de Valparaíso en calidad de préstamo.
El volante retorna a Universidad de Chile, siendo de principio considerado por el cuerpo técnico que encabeza Sebastián Beccacece para afrontar el Apertura 2016, sin embargo nuevamente fue cedido, esta vez a Deportes La Serena.

## Selección nacional
Ha sido parte de los "sparrings" de la Selección de fútbol de Chile de Marcelo Bielsa en los años 2009 y 2010.

## Estadísticas
| Club                         | Div.          | Temporada     | Liga  | Liga  | Copas nacionales | Copas nacionales | Torneos internacionales | Torneos internacionales | Total | Total |
| Club                         | Div.          | Temporada     | Part. | Goles | Part.            | Goles            | Part.                   | Goles                   | Part. | Goles |
| ---------------------------- | ------------- | ------------- | ----- | ----- | ---------------- | ---------------- | ----------------------- | ----------------------- | ----- | ----- |
| Cobreloa · Chile             | 1ª            | 2009          | 18    | 1     | 2                | 0                | —                       | —                       | 20    | 1     |
| Cobreloa · Chile             | 1ª            | 2010          | 7     | 0     | 1                | 0                | —                       | —                       | 8     | 0     |
| Cobreloa · Chile             | 1ª            | 2011          | 32    | 1     | 6                | 1                | —                       | —                       | 38    | 2     |
| Cobreloa · Chile             | 1ª            | 2012          | 12    | 0     | 3                | 0                | 1                       | 0                       | 16    | 0     |
| Cobreloa · Chile             | 1ª            | 2013          | 16    | 2     | 4                | 0                | —                       | —                       | 20    | 2     |
| Cobreloa · Chile             | Total club    | Total club    | 85    | 4     | 16               | 1                | 1                       | 0                       | 102   | 5     |
| Universidad de Chile · Chile | 1ª            | 2013-14       | 15    | 0     | 6                | 0                | 3                       | 0                       | 24    | 0     |
| Universidad de Chile · Chile | 1ª            | 2014-15       | 4     | 0     | 6                | 0                | 1                       | 0                       | 11    | 0     |
| Universidad de Chile · Chile | Total club    | Total club    | 19    | 0     | 12               | 0                | 4                       | 0                       | 35    | 0     |
| Santiago Wanderers · Chile   | 1ª            | 2015-16       | 19    | 0     | 4                | 0                | 2                       | 0                       | 25    | 0     |
| Santiago Wanderers · Chile   | Total club    | Total club    | 19    | 0     | 4                | 0                | 2                       | 0                       | 25    | 0     |
| Total carrera                | Total carrera | Total carrera | 123   | 4     | 32               | 1                | 7                       | 0                       | 162   | 5     |
| 1. 2. 3.                     |               |               |       |       |                  |                  |                         |                         |       |       |

## Palmarés

### Títulos nacionales
| Título           | Club                 | País  | Año    |
| ---------------- | -------------------- | ----- | ------ |
| Primera División | Universidad de Chile | Chile | 2014-A |